# Praravinia mindanaensis
Praravinia mindanaensis là một loài thực vật có hoa trong họ Thiến thảo. Loài này được (Elmer) Bremek. miêu tả khoa học đầu tiên năm 1940.